# Special Demonstration Squad
Der Special Demonstration Squad (SDS) war eine Polizeieinheit des Metropolitan Police Service (MPS) von Greater London. Er wurde 1968 eingesetzt, um soziale Bewegungen der politischen Linken vorwiegend in England und Wales zu unterwandern. Er war Teil des Special Branch und arbeitete eng mit dem Crown Prosecution Service zusammen. Er wurde 2008 formal aufgelöst. Die Aktivitäten der Einheit wurden um 2010 nach und nach öffentlich. Eine 2015 durch Innenministerin Theresa May eingesetzte Kommission soll im November 2020 mit Anhörungen beginnen und 2023 ihren Abschlussbericht vorlegen.
Der SDS nutzte den Namen von mindestens 80 verstorbenen Kindern für die verdeckten Identitäten ihrer Ermittler und Ermittlerinnen. Einige Männer gingen in ihrer Rolle intime und sexuelle Beziehungen mit Aktivistinnen ein und zeugten teilweise Kinder.
Einer der Väter war Bob Lambert. Er war zwischen 1983 und 1988 als Mark Robinson in der Tierrechtsszene eingesetzt. Nachdem er in einer Konfrontation durch eine Londoner Greenpeace-Gruppe Anschuldigungen zunächst leugnete, gestand er 2013 öffentlich ein, vier intime Beziehungen geführt zu haben. Einer der Frauen wurde 2014 in einem Schlichtungsverfahren £ 425.000 zugesprochen, dafür dass sie im Gegenzug von Anschuldigungen der Tätlichkeit, Nachlässigkeit, Täuschung und Fehlverhalten im Amt Abstand nehme. Im Dezember 2018 urteilte das High Court gegen einen Antrag, der Ermittlungen des Crown Prosecutions Service gegen den Ermittler Jim Boyling unter anderem zum Vorwurf der Vergewaltigung erzwingen wollte.
Der SDS ermittelte im Fall Stephen Lawrence gegen dessen Familie in Angelegenheiten, die die öffentliche Ordnung betreffen. Stephen Lawrence wurde 1993 ein prominentes Mordopfer eines Rassistischen Übergriffs. Der SDS versuchte durch diese Schmierenkampagne das Ansehen der Familie sowie einen wesentlichen Zeugen im Mordprozess -- Duwayne Brooks -- zu diskreditieren und den massiven öffentlichen Druck auf die Ermittler und Ermittlerinnen zu senken. Diese Verwicklung wurde im Jahr 2013 durch den ehemaligen SDS-Ermittler Peter Francis öffentlich gemacht -- nach Abschluss der Mordverfahren der Täter im Jahr 2012. Im Jahr 2015 wurde eine Kommission der National Crime Agency einberufen, die untersuchen sollte, ob die Polizei die Täter vor den Ermittlungen geschützt habe. Einem offiziellen Bericht zufolge war der SDS in mindestens 18 Fällen aktiv, in denen sich Familien und Angehörige für die Aufklärung rassistischer Übergriffe einsetzten.
Der Assistant Chief Constable for South Yorkshire Police John Nesbit bewertete im Rückblick eine Unterwanderung der National Union of Mineworkers 1984–1985. Gewonnene Informationen seien essenziell für die erfolgreiche Bekämpfung der Streiks gewesen.